# اوملانگا
اوملانگا (به انگلیسی: Umhlanga) منطقه مسکونی در شمال شهر دوربان آفریقای جنوبی است. شهر املانگا توسط سر مارشال کمپبل در سال ۱۸۹۵ ایجاد شد ولی شهر از سال ۱۹۲۰ سر و شکل خود را گرفت  .  در سال ۱۹۷۲ شهرک اوملانگا با لالوسیا ادغام شد که در ابتدا مردم لالوسیا راضی نبودند . شهر اوملانگا به آیین اوملانگا و میمون‌های وروت بسیار معروف است. 

## جمعیت شناسی
اوملانگا با افرادی با پیشینه های مختلف نژادی و گروه های قومی بسیار متنوع است. ۷۸/۹٪ انگلیسی را به عنوان زبان اول خود ، ۹٪ زولو  ۶/۱۲ ٪ و سایر زبان‌های افریقایی صحبت می کنند.  تعداد افراد در ببن تمام گروه نژادی بین سالهای ۲۰۰۱ تا ۲۰۱۱ افزایش یافته است. تعداد افراد سفید پوست از  ۱۱۵۲۳ به ۱۲۹۲۵ افزایش یافته است در مجموع جمعیت آنها از ۷۴/۹٪ به ۵۳/۳٪ کاهش یافته است.  تعداد سیاه پوستان از ۱۷۷۰ به ۴۱۴۷ نفر افزایش یافت.  تعداد هندی ها از ۹۵۳ نفر به ۶۳۵۳ نفر افزایش یافت.  تعداد هندی آفریقایی‌تباران از ۱۴۱ به ۲۹۷ افزایش یافته است. 

## جاذبه‌های توریستی
اوملانگا یکی از محبوب ترین مناطق توریستی در آفریقای جنوبی است.  در سال ۲۰۱۵ ۱/۲ میلیون بازدید کننده وجود داشته اند که سهم ۲۰ میلیارد دلاری در ثروت آفریقای جنوبی را داشته است. 
- پلاژ گلن‌اشلی
- لالوسیا مال
- پلاژ ساراتوگا
- پارک آنجلینگ
- کلیسای انگلیکن سنت میشل
- پارک دوربان
- دروازه خرید
- پارک آبی دروازه موج
- کلیسای خانوادگی گریس
- کلیسای شاهدان یهوه
- کنیسه یهودیان اوملانگا
- ذخیرگاه طبیعت اوملانگا
- پلاژ اوکانر
- پلاژ اوملانگا

## دسترسی
- فرودگاه ویرجینیا دوربان و بزرگراه لئو بوید
- ایستگاه قطار مونت ایجکومب و  بزرگراه M41